# Bambili-Bambui
Die Sprache Bambili-Bambui (auch bambili genannt; ISO 639-3: baw) ist eine von 67 großen Graslandsprachen in Kamerun, die zusammen mit acht anderen Sprachen die Gruppe Ngemba innerhalb der Mbam-Nkam-Sprachen bildet.
Bambili-Bambui wird von etwa 10.000 Personen aus den Volksgruppen der Bambili und Bambui in der gleichnamigen Ortschaft in der Region Nord-Ouest, entlang der Straße Ring östlich von Bamenda, gesprochen.
Die Sprache hat zwei Dialekte: bambili (mbili, mbele, mbogoe) und bambui (mbui).

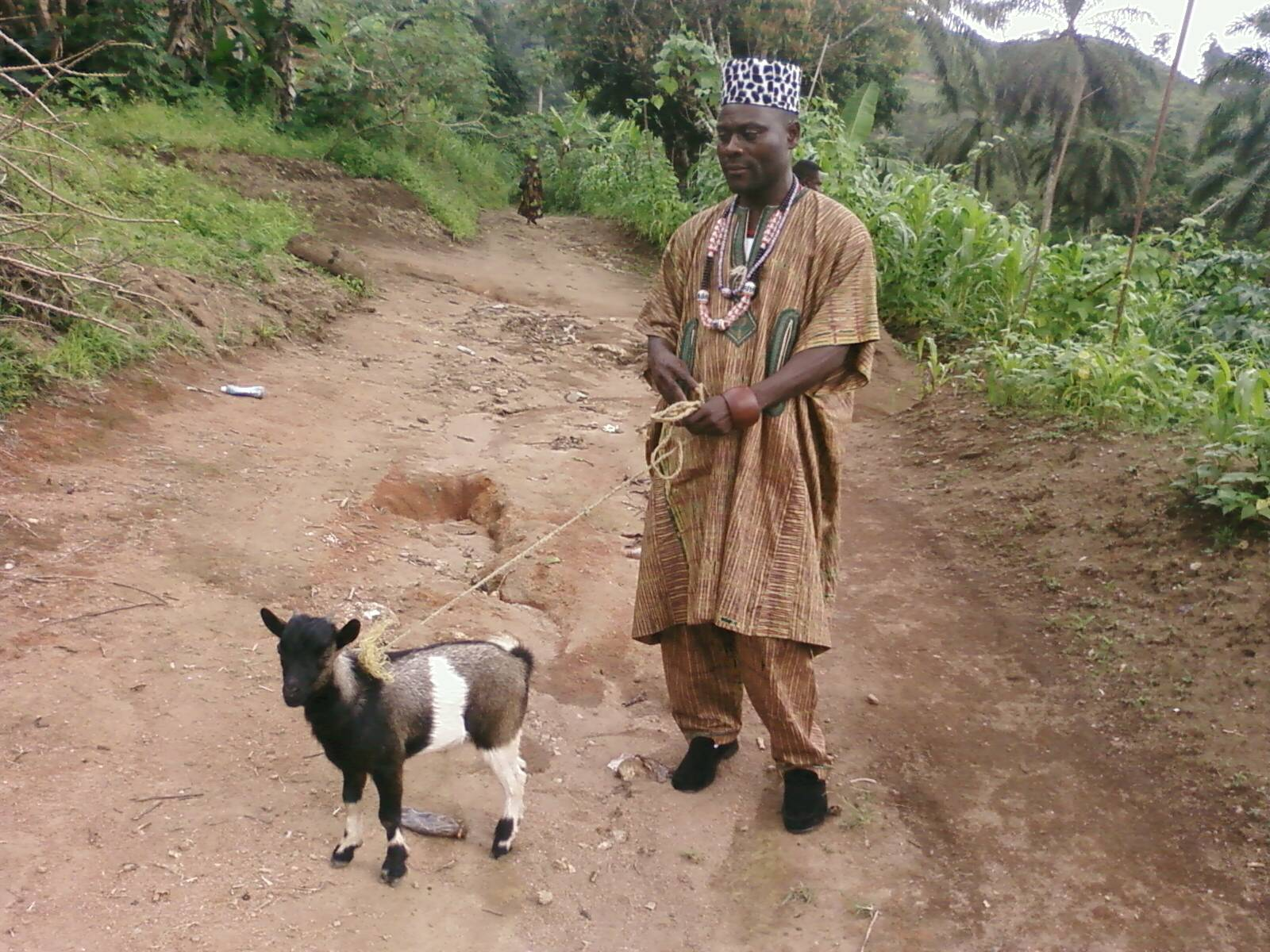
Traditionelle Kleidung namens Togho

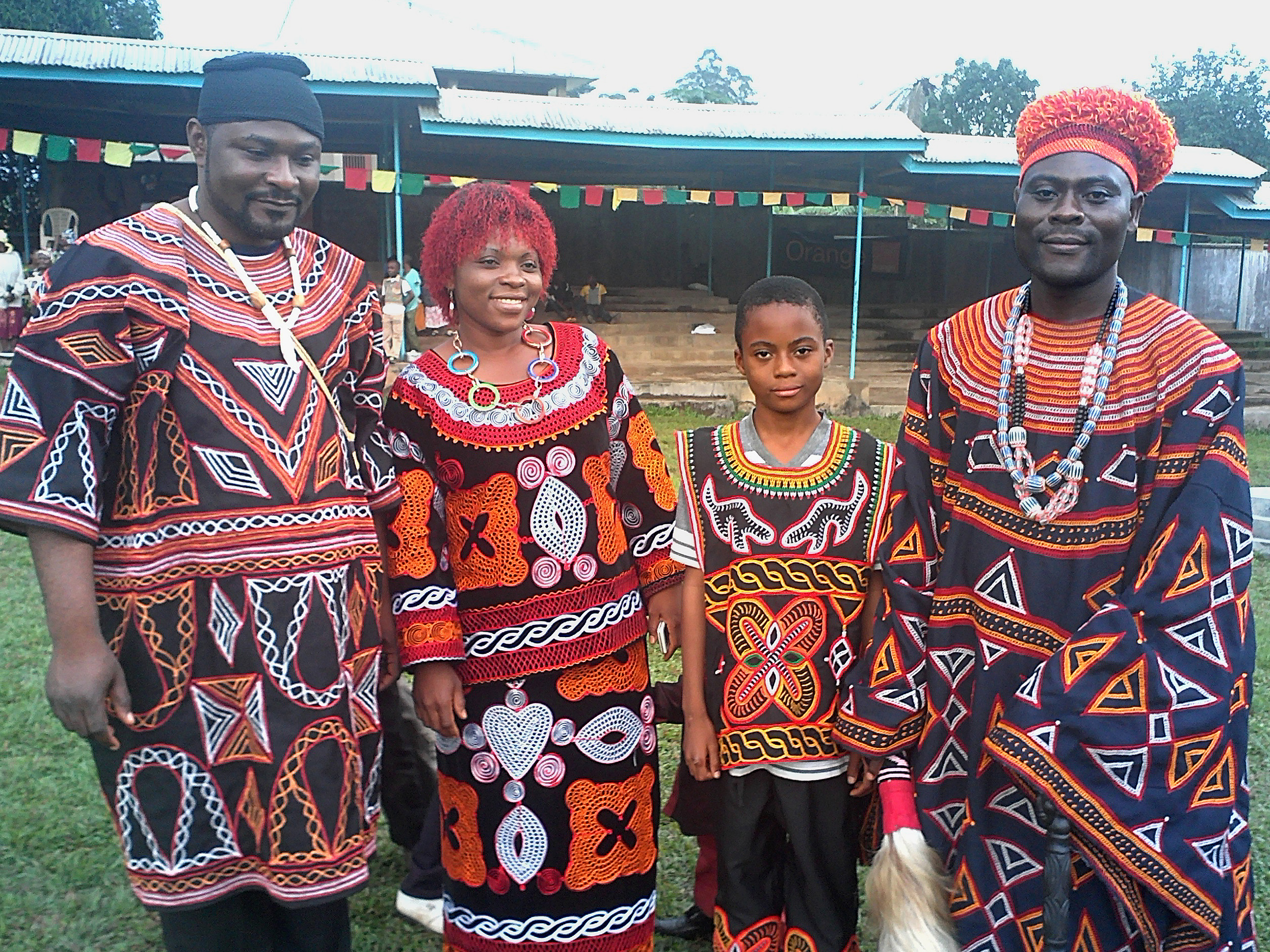
Ein weiterer Togho